# Вер (Баден)
Вер (њем. Wehr) град је у њемачкој савезној држави Баден-Виртемберг. Једно је од 32 општинска средишта округа Валдсхут. Према процјени из 2010. у граду је живјело 12.895 становника. Посједује регионалну шифру (AGS) 8337116.

## Географски и демографски подаци
Вер се налази у савезној држави Баден-Виртемберг у округу Валдсхут. Град се налази на надморској висини од 366 метара. Површина општине износи 35,7 km². У самом граду је, према процјени из 2010. године, живјело 12.895 становника. Просјечна густина становништва износи 361 становника/km².